# Notoliparis antonbruuni
Notoliparis antonbruuni är en fiskart som beskrevs av Stein 2005. Notoliparis antonbruuni ingår i släktet Notoliparis och familjen Liparidae. Inga underarter finns listade i Catalogue of Life.